# Baumgarten (Füssen)

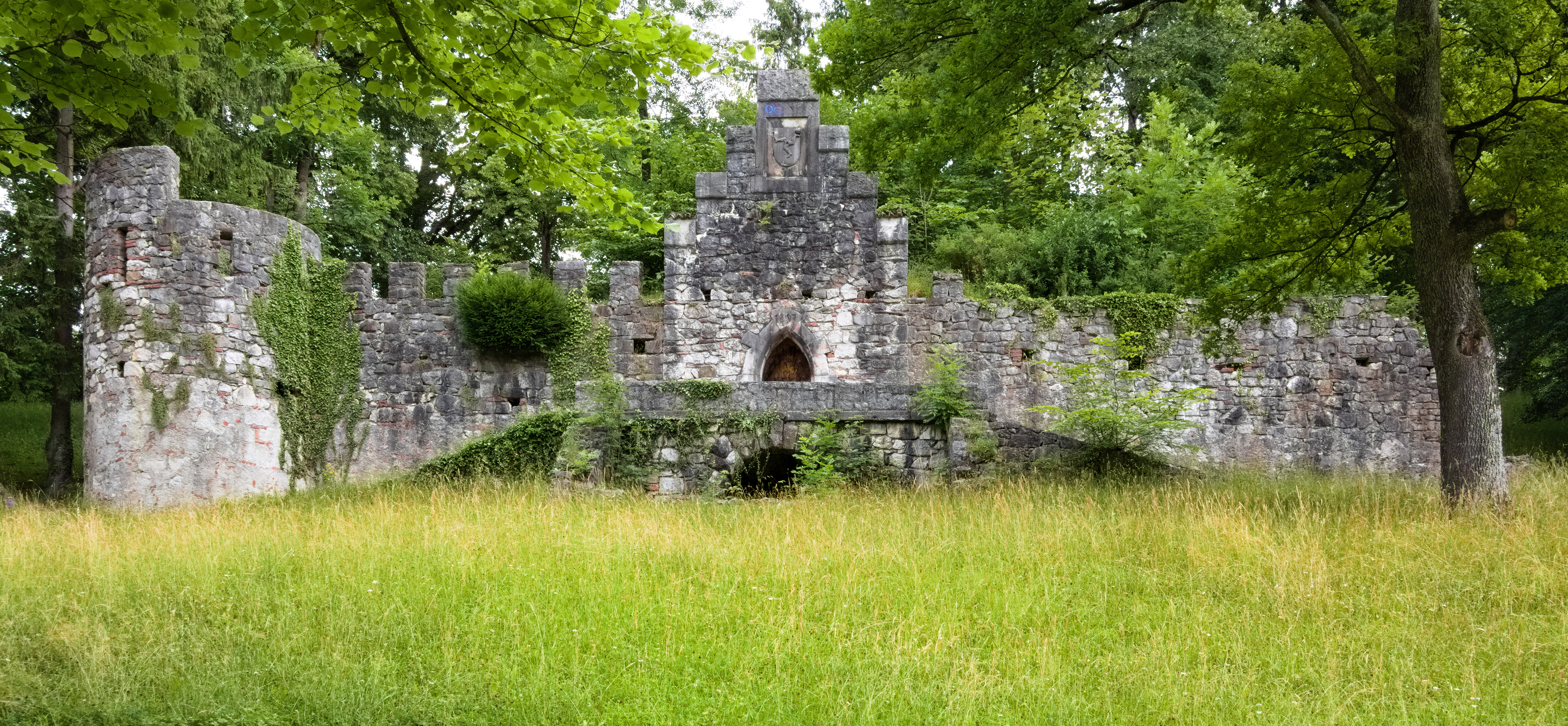
Brunnhaus im Baumgarten

Der Baumgarten ist ein öffentlicher Park in Füssen. Er liegt auf einer Anhöhe, die an den Burghügel des Hohen Schlosses angrenzt.

## Lage
Der Baumgarten liegt auf einer Anhöhe südwestlich der Füssener Altstadt. Er grenzt im Süden an den Lech, im Osten an das Hohe Schloss und im Westen an den Kobel, einem bewaldeten Höhenrücken, der den Westen Füssens vom Faulenbacher Tal trennt. Der Burghügel des Hohen Schlosses, der Baumgarten und der Kobel bilden das östliche Ende des Falkensteinkamms. Baumgarten und Kobel sind durch die Morisse getrennt, einem künstlichen Felsdurchbruch, durch den die Zufahrtsstraße nach Bad Faulenbach führt und der von einer Fußgängerbrücke überspannt wird. Der Baumgarten hat eine Länge von circa 300 Metern und eine maximale Breite von gut 100 Metern.

## Geschichte

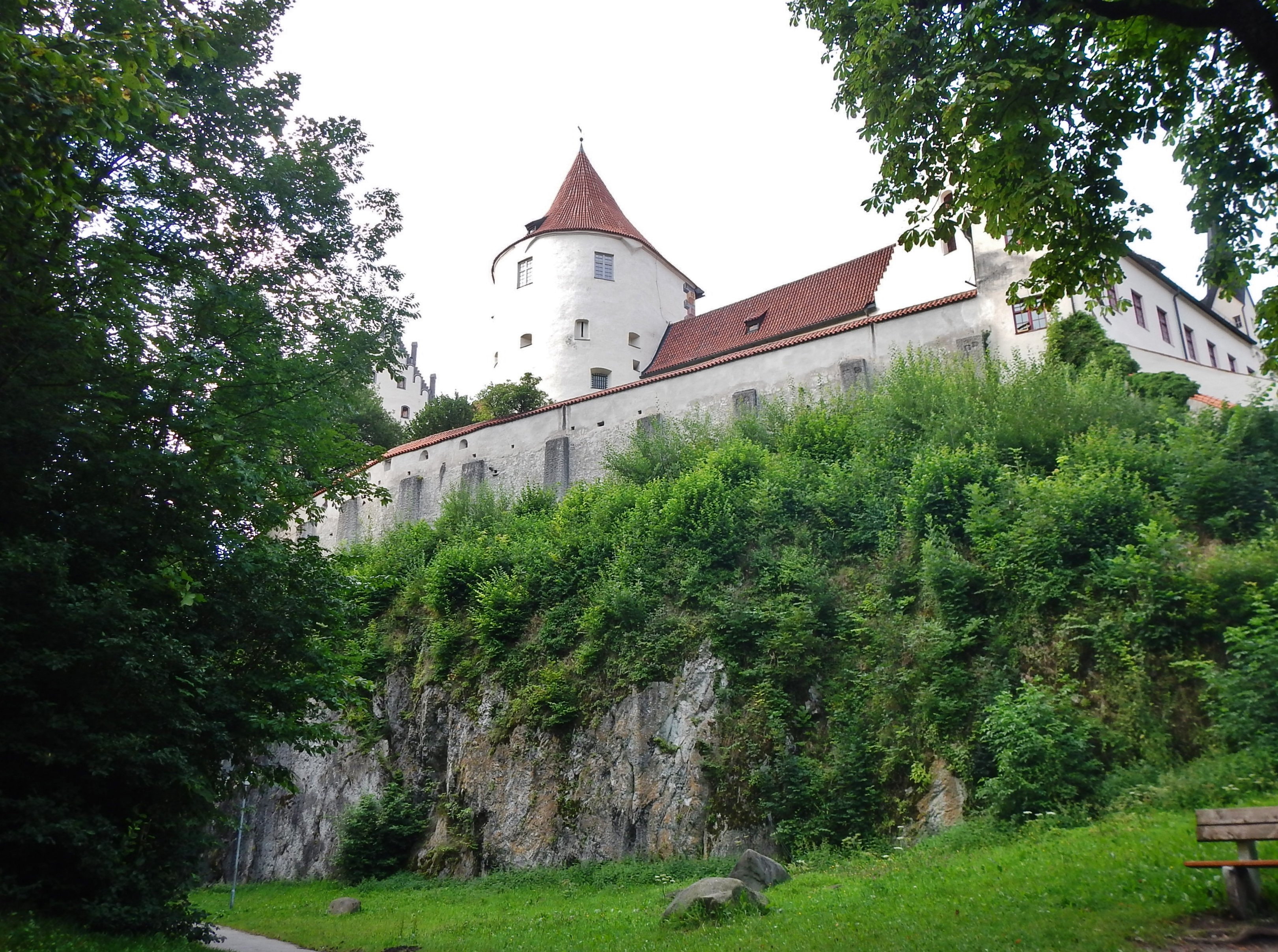
Im 15. Jahrhundert vertiefte Hangkante zum Hohen Schloss

Der Baumgarten bildete ursprünglich eine Einheit mit dem Burghügel des Hohen Schlosses. Er ist ein möglicher Ort für die Lage von Damasia, der Hauptstadt der Likatier, die von den Römern zerstört wurde und deren Lage heute unbekannt ist. Im Römischen Reich wurde die Via Claudia Augusta angelegt, die vermutlich am Baumgarten vorbei oder vielleicht auch durch ihn nach Bad Faulenbach führte und den Lech weiter flussaufwärts überquerte. Mindestens seit der späten römischen Kaiserzeit stand auf dem Burghügel das Kastell Foetibus.
Im 9. Jahrhundert wurde südlich unterhalb des Burghügels das Kloster St. Mang gegründet. Vermutlich befand sich schon damals eine burgartige Befestigung auf dem Burghügel. 1486 bis 1489 wurde das Hohe Schloss unter Bischof Friedrich II. von Zollern ausgebaut, wobei der natürliche Graben zwischen Schloss und Baumgarten zur Gewinnung von Baumaterial und zur besseren Absicherung nach Westen wesentlich vertieft wurde. Der Baumgarten war im Besitz des Klosters, bis dieses 1803 im Zuge der Säkularisation aufgelöst wurde. Er wurde vom Kloster zeitweise als Kräutergarten benutzt. Auch Weinanbau wurde kurzzeitig versucht. Im 17. Jahrhundert wurde vermutlich ein Barockgarten auf dem Höhenrücken angelegt.

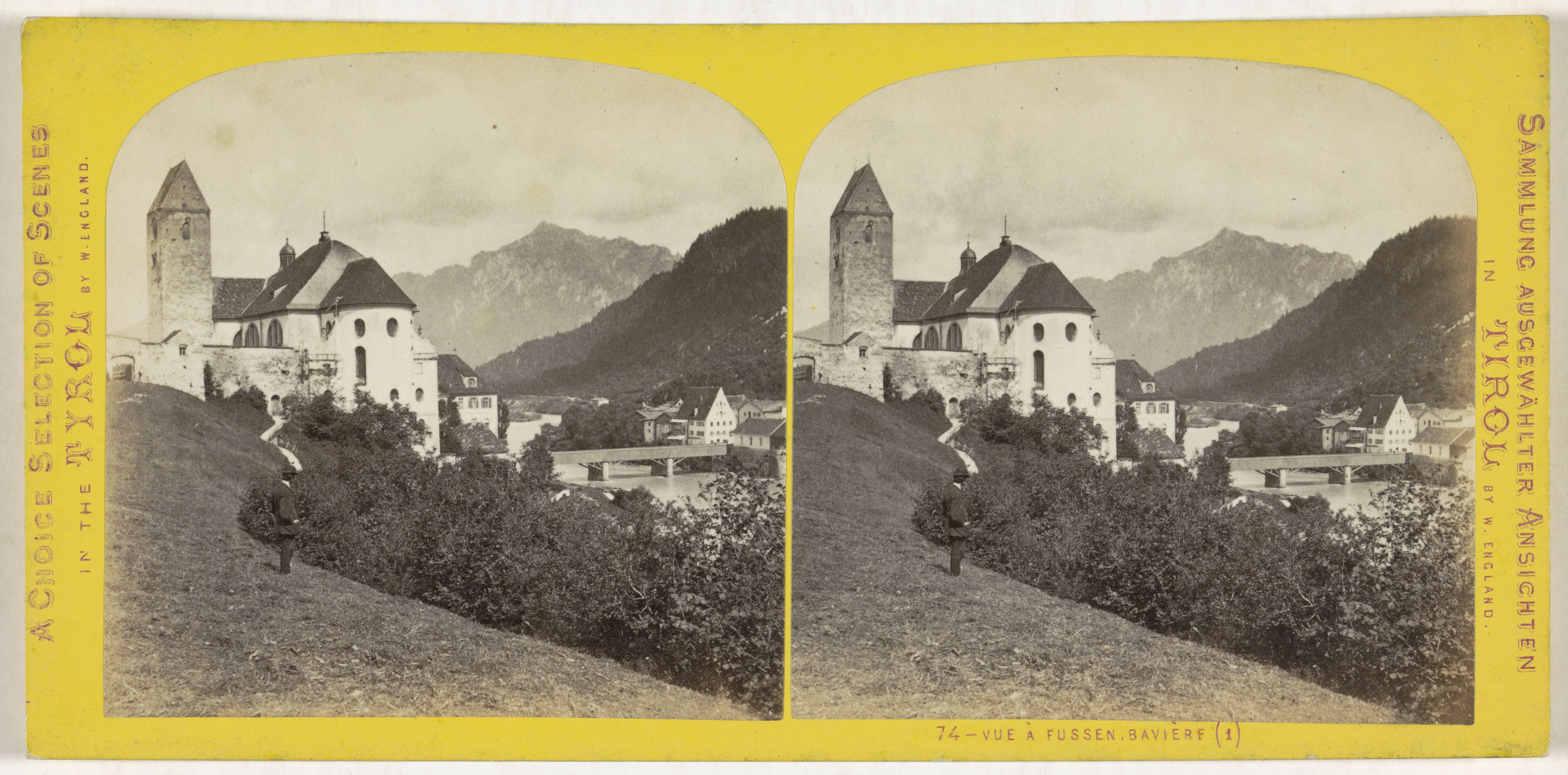
Stereoskopische Aufnahme aus den 1860er Jahren mit dem Kloster St. Mang im Hintergrund

Am Kobelhang und Baumgarten verliefen Wasserleitungen zur Trinkwasserversorgung Füssens aus Quellen an den Hängen des Faulenbacher Tals. Die zunächst hölzernen Deichelleitungen wurden Mitte des 19. Jahrhunderts durch gusseiserne Röhren ersetzt. Um das Jahr 1900 wurde der Baumgarten von der Stadt Füssen angekauft und ein Hochreservoir errichtet.
Im Zuge des zunehmenden Fremdenverkehrs wurde der Baumgarten in den folgenden Jahren zu einem Park gestaltet. Er wurde bepflanzt, Spazierwege wurden angelegt, eine künstliche Ruine um das Hochreservoir gebaut und ein Holzpavillon errichtet.
Zur Zeit des Nationalsozialismus veranstaltete die Hitlerjugend jährlich ihre Sonnwendfeiher im Baumgarten. Kurz vor Kriegsende diente der Baumgarten als Quartier für Soldaten der Wlassow-Armee, von der ein paar Abteilungen nach Füssen eingerückt waren.

## Bauwerke
Das Brunnhaus im Baumgarten ist ein Portal zum Hochreservoir im Stil einer künstlichen Ruine. Es ist mit 1897 bezeichnet und wurde vom Architekten Beeckmann aus München entworfen. Im Brunnhaus ist eine Brunnengrotte, aus der früher Wasser über stufenförmige Kaskaden hinunterfloss.
Im Westen des Parks nahe der Morisse steht ein Holzpavillon mit dreieckigem Grundriss, der bereits bei Anlage des Parks errichtet und damals wegen des niedrig bewachsenen Geländes von Weitem sichtbar war. Er wurde später erneuert.